# Flagge Indiens
Die Flagge Indiens wird auch als Tiranga (hindi: तिरंगा; dt.: Trikolore) bezeichnet.

## Beschreibung

Konstruktionsblatt des Flaggendesigns

Die Flagge Indiens besteht aus drei horizontalen Streifen gleicher Breite, oben safranfarben, in der Mitte weiß und unten grün. Im Zentrum befindet sich ein marineblaues Chakra (चक्र, dt.: Rad) mit 24 Speichen. Der Durchmesser des Rads beträgt 3/4 der Höhe des weißen Streifens, allerdings ist es inzwischen gängige Praxis, dass das Rad bis zu 98 % der Höhe des weißen Streifens einnimmt. Die Flagge wurde offiziell bei einer Sitzung der Verfassunggebenden Versammlung Indiens am 22. Juli 1947, kurz vor der Unabhängigkeit Indiens am 15. August 1947, angenommen. Die Benutzung der Flagge, die von Pingali Venkayya entworfen wurde, unterliegt einem sorgsam erarbeiteten Kodex. Zum Beispiel muss die offizielle Flagge aus Khadi, einem von Hand gesponnenen Garn, gefertigt sein.
Die Farben der indischen Flagge entsprechen in verschiedenen Farbmodellen (HTML-RGB-Webfarben (hexadezimale Schreibweise), CMYK-Entsprechung, Farbstoffe und die entsprechende Pantone-Nummer) ungefähr:
| Farbe      | RGB-Code | CMYK         | Textile Farbe  | Pantone |
| ---------- | -------- | ------------ | -------------- | ------- |
| Safrangelb | #FF9933  | 0-50-90-0    | Safran         | 021c    |
| Weiß       | #FFFFFF  | 0-0-0-0      | Weiß           | 1c      |
| Grün       | #138808  | 70-0-100-30  | Indisches Grün | 341c    |
| Marineblau | #000080  | 100-98-26-48 | Marineblau     | 662c    |

## Symbolik

Das 1947 eingeführte Chakra (Rad) der Flagge

Der Indische Nationalkongress (INC), Indiens größte politische Partei vor der Unabhängigkeit, nahm 1921 eine weiß-grün-rote Flagge als seine inoffizielle Flagge an. Das Rot stand ursprünglich für den Hinduismus, das Grün für den Islam und das Weiß für andere Minderheitsreligionen. Jedoch dachten manche auch, dass das Weiß wie ein Friedenspuffer zwischen den beiden Religionen steht, wie z. B. in der Flagge Irlands. Diese diente wahrscheinlich als Vorbild, da auch Irland um die Unabhängigkeit vom Britischen Weltreich kämpfte. Im Zentrum war ein Carkhā  (चरखा, dt.: Spinnrad) in blau abgebildet, das Symbol des Strebens nach wirtschaftlicher und später auch politischer Unabhängigkeit. 1931 nahm der Kongress eine andere safrangelb-weiß-grüne Flagge, ebenfalls mit Carkhā in der Mitte, offiziell an, die jedoch keine religiöse Bedeutung hatte: es wurde erklärt, dass Safrangelb für Mut, Weiß für Wahrheit und Frieden und Grün für Glauben, Wohlstand und Treue stehe.
In der 1947, kurz vor der Erlangung der vollständigen Unabhängigkeit vom Vereinigten Königreich, von der verfassunggebenden Versammlung angenommenen Flagge Indiens wurde das Spinnrad durch ein Rad, das Dharmachakra (Rad des Gesetzes), ersetzt. Das Dharmachakra war bereits von König Ashoka (Maurya-Dynastie, regierte ca. 268 v. Chr. – 232 v. Chr.), dem Begründer des frühesten indischen Großreiches, als Symbol der Herrschaft des Gesetzes in seinem ganzen Reich verbreitet worden (siehe auch Edikte des Ashoka). Aus diesem Grund wird es auch als „Ashoka Chakra“ bezeichnet. Zu jener Zeit war es im ursprünglichen Sinn das Symbol für die Lehren des Buddha (das Buddha-Dharma), die für Ashoka Grundlage seiner Gesetzgebung waren. Während das buddhistische Dharmachakra acht Speichen aufweist, hat das Rad der Flagge 24 Speichen, welche die Stunden des Tages symbolisieren.
Von S. Radhakrishnan (1888–1975), dem späteren zweiten Präsidenten Indiens, stammt folgende Interpretation der Flagge:

„Bhagwa oder Safran steht für Entsagung und Distanziertheit. Unsere Führer müssen materiellem Gewinn gleichgültig gegenüberstehen und sich ihrer Aufgabe hingeben. Das Weiß im Zentrum ist das Licht, der Weg der Wahrheit, der unser Verhalten leiten soll. Das Grün zeigt unsere Beziehung zur Erde, unsere Beziehung zum Leben der Pflanzen, von dem alles weitere Leben abhängig ist. Das Ashoka-Rad im Zentrum des Weiß ist das Rad des Gesetzes des Dharma. Wahrheit oder Satya, Dharma oder Tugendhaftigkeit sollen die Prinzipien jener sein, die unter dieser Flagge arbeiten. Das Rad steht auch für Bewegung. In der Stagnation liegt der Tod. In der Bewegung ist Leben. Indien sollte Veränderungen nicht mehr widerstehen, es muss sich bewegen und vorwärts gehen. Das Rad repräsentiert die Dynamik friedlicher Veränderungen.“

## Dienstflaggen
Die indischen Dienstflaggen sind nach dem Vorbild des britischen Flaggensystems (Blue Ensign, Red Ensign und White Ensign) gestaltet.
Im Gegensatz zum britischen Original wird seit der Unabhängigkeit Indiens kein Union Jack mehr benutzt.

Handelsflagge
Dienstflagge zur See
Seekriegsflagge
Luftwaffe

## Geschichte
Als die Briten die Herrschaft über Indien übernahmen, lösten sie das Mogulreich ab, das 1526 bis 1858 den Großteil des indischen Subkontinents umfasste. Die bekannteste Flagge des Mogulreichs war der Alam, der Überlieferung nach die Fahne des Kriegers Hussain.
Mit der Gründung Britisch-Indiens 1858, durch die Großbritannien seine Herrschaft über die heutigen Staaten Indien, Pakistan, Bangladesch und Birma errichtete, wurde der Union Jack zur Staatsflagge erklärt. Ab 1880 verwendeten zahlreiche Vereinigungen bei Veranstaltungen auch eine halboffizielle Landesflagge mit dem Union Jack, dem auf der Flugseite auf rotem Grund der Stern des von Königin Victoria gegründeten Ritterordens Star of India gegenüberstand.
Am Anfang des 20. Jahrhunderts, als die indische Unabhängigkeitsbewegung Freiheit von der britischen Herrschaft suchte und erste Anhänger fand, stand auch die Frage nach einer Nationalflagge im Raum. Schwester Nivedita, eine irische Jüngerin von Swami Vivekananda, hatte die Idee zur ersten Flagge Indiens, die auch als Sister Nivedita’s Flag bekannt ist. Es war eine rote, rechteckige Flagge mit einem gelben Vajra Chinha (Blitz) und einem weißen Lotus in der Mitte. Die Inschrift lautete বন্দে মাতরম (Bande Mataram, bengalisch für: Heil der Mutter![dem Mutterland!]). Rot drückte den Wunsch nach Freiheit, gelb den Sieg aus und der weiße Lotus stand für Reinheit.

Die Kalkutta-Flagge
Die Flagge, die 1907 von Madam Cama entworfen wurde
Flagge der Home-Rule-Bewegung im Jahre 1917

Die erste Trikolore wurde am 7. August 1906 bei einem Protestmarsch gegen die Teilung Bengalens von Sachindra Prasad Bose im Parsi Bagan Square in Kalkutta entrollt. Diese Flagge wurde als die Kalkutta-Flagge, Flagge der Unabhängigkeit, bekannt und zeigte drei horizontale Streifen gleicher Höhe: oben orange, in der Mitte gelb und unten grün. Auf dem oberen Streifen sind acht Lotosblüten als Symbol der acht Provinzen Britisch-Indiens abgebildet, auf dem unteren eine Sonne und eine Mondsichel mit Stern. Vande Mataram, Ich verbeuge mich vor dir, Mutter, in Hindi (वन्दे मातरम्) ist die Inschrift auf dem mittleren Streifen. Es handelt sich um ein Zitat aus einem dichterischen Loblied auf die Göttin Durga, die in allen Bevölkerungsschichten als die Personifizierung Indiens gilt.
Am 22. August 1907 entrollte Madam Bhikhaji Rustom Cama eine andere Trikolore in Stuttgart. Diese war oben grün, in der Mitte gelb und unten rot. Auf dem oberen Streifen waren acht Lotosblüten, die die acht Provinzen Britisch-Indiens repräsentierten. Auf dem mittleren Streifen stand auch hier Vande Mataram. Auf dem unteren Streifen war zum Mast hin eine Mondsichel und auf der anderen Seite eine Sonne abgebildet. Die Farben standen für Islam, Hinduismus und Buddhismus sowie Sikhismus. Die Flagge wurde zusammen von Madam Cama, Vinayak Damodar Savarkar und Shyamji Krishna Varma entworfen. Nach dem Beginn des Ersten Weltkriegs wurde diese Flagge unter dem Namen Berliner-Komitee-Flagge bekannt, da sie von indischen Revolutionären in Berlin (Berliner Komitee) angenommen wurde. Die Flagge wurde während des Krieges aktiv in Mesopotamien genutzt.
Die Flagge der Ghadar-Partei wurde auch in den Vereinigten Staaten von Amerika für eine kurze Zeit als Symbol für Indien benutzt.
1916 versucht Pingley Venkayya aus Masulipatnam in Andhra Pradesh, eine gemeinsame Nationalflagge zu entwerfen. Umar Sobani und S. B. Bomanji bemerkten seine Bemühungen und gründeten zusammen die „Indische Nationalflaggen-Mission“. Venkayya versuchte, Mahatma Gandhi zur Annahme der Flagge zu bewegen, aber sie gefiel ihm nicht. Er schlug vor, dass Venkayya eine neue Flagge mit einem Spinnrad (Charkha) darauf entwerfen solle. Das Charkha sei „die Verkörperung Indiens“ und symbolisiere „die Erlösung von all seinem Übel“. Der erneute Entwurf mit einem roten und einem grünen Streifen und einem Charkha gefiel Gandhi jedoch ebenfalls nicht, da er nicht alle indischen Religionen wiedergab.
Die so genannte Home-Rule-Bewegung wurde von Bal Gangadhar Tilak und Annie Besant 1917 gegründet. Ihre Flagge bestand aus fünf roten und vier grünen horizontalen Streifen und hatte in der oberen linken Ecke den Union Jack, der den Dominion-Status symbolisierte, den die Bewegung für Indien anstrebte. Eine Mondsichel und ein Stern befanden sich oben rechts auf der Flagge. Die sieben weißen Sterne waren wie in dem für Hindus heiligen Sternbild Saptarishi (Sieben Weise, der indische Name für das Sternbild Großer Bär) angeordnet. Diese Flagge war jedoch wegen des Union Jack nicht sehr beliebt.
1921 entwarf Mohandas Karamchand Gandhi eine Nationalflagge für ein unabhängiges Indien. Sie zeigte das Emblem des Spinnrads, ein Symbol der Hoffnung auf wirtschaftliche und politische Unabhängigkeit. Die Farben standen für die großen Glaubensgemeinschaften Indiens: Rot für den Hinduismus, Grün für den Islam und Weiß für die Minderheitsreligionen.
Die neue weiß-grün-rote Flagge (zur Bedeutung der Farben siehe Symbolik) wurde zum ersten Mal auf einem Parteitreffen in Ahmedabad entrollt. Obwohl diese Flagge vom Indischen Nationalkongress nicht offiziell angenommen wurde, war sie doch unter der Freiheitsbewegung weit verbreitet. Jedoch waren nicht alle mit den unterschiedlichen Interpretationen der Flagge zufrieden. Der All India Sanskrit Congress schlug 1924 in Kalkutta vor, Safrangelb oder Ocker und das gada (Labyrinth) des Vishnus als Symbol für die Hindus einzubinden. Im gleichen Jahr wurde Geru (eine erdrote Farbe) vorgeschlagen, da sie „für den Geist des Verzichts“ stehe und „das ideale gemeinsame Symbol sowohl für die hinduistischen Yogis und Sannyasins, als auch für die muslimischen Fakire und Derwische“ sei. Die Sikhs forderten die Farbe gelb, die ihre Religion repräsentierte, oder den Verzicht einer religiösen Bedeutung.

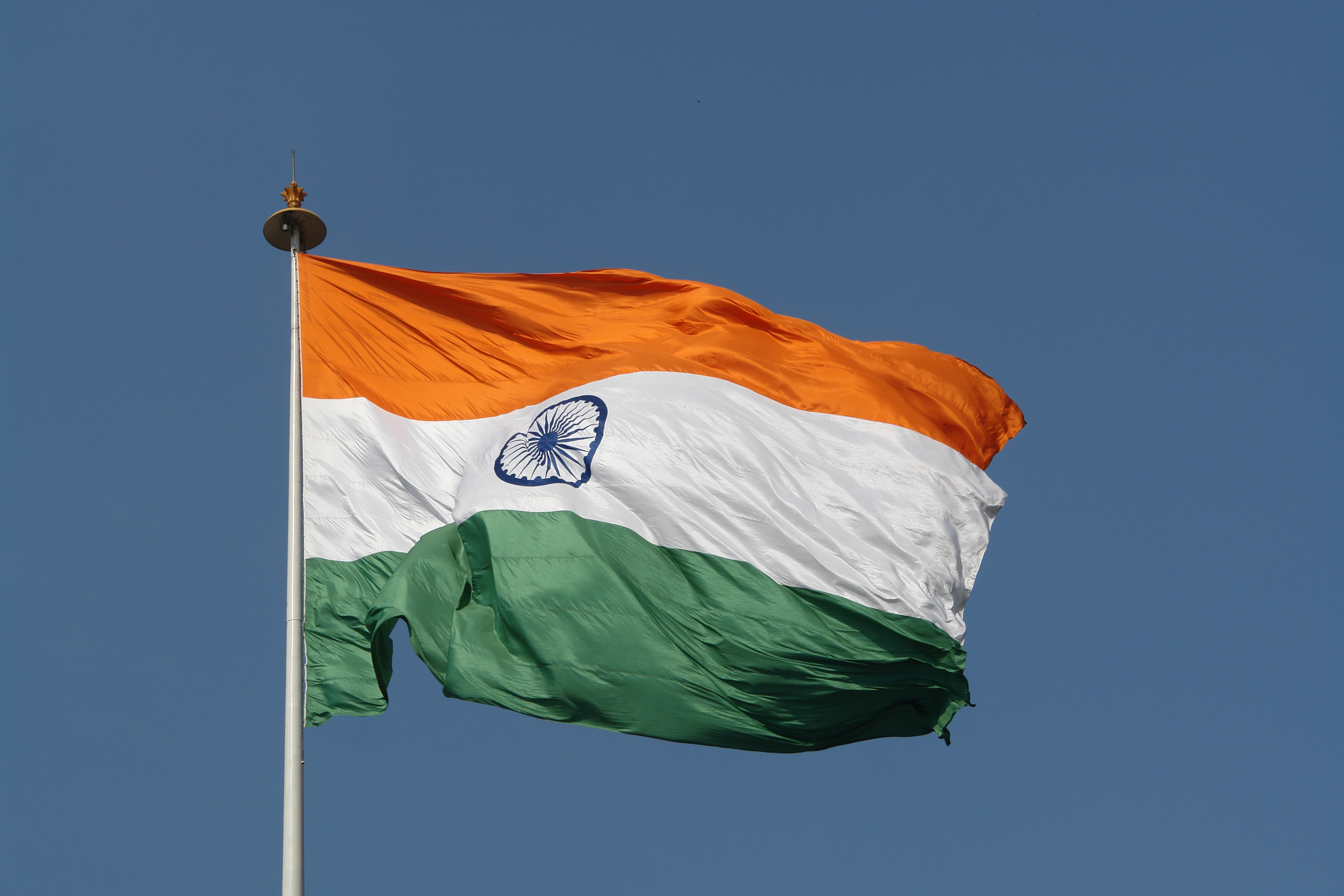
Flagge Indiens

Auf Grund dieser Entwicklungen ernannte das Kongressarbeitskomitee am 2. April 1931 eine siebenköpfige Flaggenkommission, die die Vorschläge überdenken sollte. In einer Resolution wurden die drei Farben verworfen, da sie auf religiöser Grundlage ersonnen wurden. Daher wurde eine einfarbige Flagge entworfen und für kurze Zeit auch verwendet. Obwohl das Komitee diese Flagge vorschlug, nahm der INC sie nicht an, da es so aussah, als ob die Flagge eine kommunalistische oder eine kommunistische Ideologie vertrat. Später im selben Jahr wurde die abschließende Resolution bei einem Treffen des Komitees in Karatschi verabschiedet, in der erklärt wurde, dass Safrangelb für Mut, Weiß für Wahrheit und Frieden und Grün für Glauben, Wohlstand und Treue stand. Ein blaues Spinnrad (Charkha) wurde in der Mitte platziert. Die Swaraj war eine Weiterentwicklung von Gandhis Flagge.
Zur selben Zeit benutzte die Indian National Army (eine anti-britische indische Hilfstruppe der Kaiserlichen Japanischen Armee) eine andere Version dieser Flagge mit den Worten „Azad Hind“ und einem springenden Tiger statt des Chakras, der für den gewaltvollen Unabhängigkeitskampf ihres Führers (Netaji) Subhash Chandra Bose – im Gegensatz zu Mahatma Gandhis Keine-Gewalt-Politik – stand. Die indische Trikolore dieser Variante wurde 1944 in Manipur von Subhash Chandra Bose das erste Mal auf indischem Boden gehisst.

Die inoffizielle Flagge des Indischen Nationalkongresses von 1921
Die Flagge, die 1931 angenommen wurde und während des Zweiten Weltkriegs von der Provisorischen Regierung des Freien Indien benutzt wurde
Flagge der Indian National Army im Zweiten Weltkrieg

Einige Tage, bevor Indien im August 1947 die Unabhängigkeit erlangte, wurde die Verfassunggebende Versammlung einberufen, um über die Flagge Indiens zu beraten. Sie berief ein Ad-hoc-Komitee unter Vorsitz von Rajendra Prasad ein, das aus folgenden Personen bestand: Abul Kalam Azad, K. M. Panikar, Sarojini Naidu, C. Rajagopalachari, K. M. Munshi und B. R. Ambedkar. Nach drei Wochen Überlegungen (23. Juni bis 14. Juli 1947) kamen sie zu dem Schluss, dass die Flagge des INC, die Swaraj, als Nationalflagge angenommen werden sollte. Jedoch wurden einige Einzelheiten verändert, um sie für alle Parteien und Gemeinschaften annehmbar zu gestalten und um religiöse Untertöne zu vermeiden. Das Dharmachakra, das auf dem Abakus von Sarnath erscheint, wurde an Stelle des Charkha als Emblem der Nationalflagge angenommen. Die Flagge wurde am 18. Mai 1947 zum ersten Mal als die eines unabhängigen Staates entrollt. Ihre drei Farben stehen für Grundlagen und Werte der Nation: Orange für den Hinduismus, Mut und Opferbereitschaft, Weiß für die Hoffnung auf Frieden und Grün für Edelmut, Glauben und Islam. Das Chakrarad stellt die Unvermeidlichkeit des Daseins dar. Sein Blau symbolisiert die Meere und den Himmel, die 24 Radspeichen verkörpern die 24 Stunden des Tages.
Vor 2002 konnte die indische Bevölkerung die Flagge nur an Nationalfeiertagen frei wehen lassen. Nur die Regierungsgebäude und höheren Einrichtungen der Regierung durften dauerhaft beflaggt werden. Ein Industrieller aus Madhya Pradesh, Navin Jindal, richtete eine Petition an den High Court in Neu-Delhi, diese Beschränkung im öffentlichen Interesse fallen zu lassen. Jindal hatte früher eine Flagge auf seinem Büro gehisst, aber sie war konfisziert worden, da dies ein Verstoß gegen das nationale Flaggengesetz war. Jindal begründete seine Anfrage damit, dass es sein fundamentales Recht sei und er damit seine Liebe zu Indien ausdrücken wolle. Der Fall wurde an das oberste Gericht Indiens (Supreme Court) weitergegeben, welches der indischen Regierung empfahl, eine Kommission zu diesem Thema zu gründen. Das indische Unionskabinett veränderte das nationale Flaggengesetz mit Wirkung vom 26. Januar 2002. Es erlaubt nun der Allgemeinheit, die Flagge an allen Tagen zu hissen, wenn die Würde, die Ehre und der Respekt für die Flagge zu jeder Zeit sichergestellt sind.
Größere Universitäten in Indien wurden im Februar 2016 von der indischen Regierung angewiesen, die indische Flagge sichtbar und in über 60 Metern Höhe anzubringen. 46 Universitäten kamen dem Wunsch anschließend nach. Kritiker behaupteten, dass es sich dabei um eine Reaktion auf die Studentenproteste gegen die Festnahme eines Anführers der Studentenbewegung handeln würde.
Im Januar 2017 wurden Fußmatten mit dem Aufdruck der indischen Flagge auf der kanadischen Amazon-Webseite zum Verkauf angeboten. Die Verwendung der indischen Flagge auf diese Weise wurde in Indien als Verstoß gegen den indischen Flaggencode betrachtet und als Beleidigung aufgefasst, sodass die indische Außenministerin Sushma Swaraj mit einem Visumsembargo für Angestellte von Amazon drohte, wenn Amazon nicht alle derartigen Produkte zurückziehen würde und sich entschuldigte.

## Herstellungsprozess
| Größe in mm |
| 6300 × 4200 |
| 3600 × 2400 |
| 2700 × 1800 |
| 1800 × 1200 |
| 1350 × 900  |
| 900 × 600   |
| 450 × 300   |
| 225 × 150   |
| 150 × 100   |

Nachdem Indien 1950 eine Republik wurde, gab das Bureau of Indian Standards (BIS) 1951 erstmals Bestimmungen zur Herstellung der Flagge heraus. Sie wurden 1964 an das Metrische System angepasst, das von diesem Zeitpunkt an in Indien gültig war. Am 17. August 1968 wurden die Bestimmungen nochmals verändert. Sie decken alle wichtigen Bereiche bei der Herstellung der Flagge einschließlich Größe, Färbemittel, chromatische Werte, Helligkeit, Fadenmaß und Hanfkordel ab. Diese Richtlinien sind sehr streng, da jeder Fehler in der Herstellung der Flaggen als ernste Straftat gesehen wird und mit einem Bußgeld oder einem Gefängnisaufenthalt (oder beidem) geahndet werden kann.

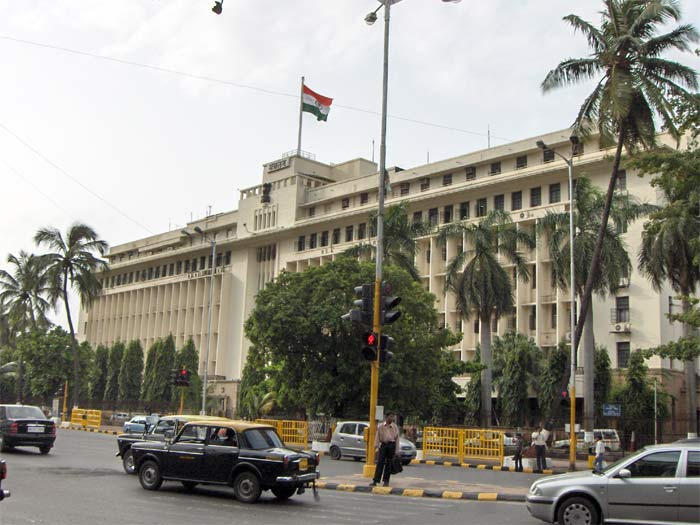
Die größte Flagge Indiens auf dem Mantralaya-Gebäude

Khadi oder „handgesponnener Stoff“ ist das einzige Material, das für die Herstellung erlaubt ist. Rohmaterialien für Khadi dürfen nur Baumwolle, Seide und Wolle sein. Es gibt zwei Arten von Khadi: die eine für das Fahnentuch und die andere für den beigefarbenen Stoff, der die Flagge am Mast hält. Letzterer ist ein unübliches Gewebe, das drei Fäden miteinander verwebt, im Gegensatz zu zwei Fäden im Normalfall. Diese Webart ist extrem selten, und in Indien gibt es nur weniger als ein Dutzend Weber, die sie beherrschen. Die Richtlinien schreiben außerdem vor, dass es exakt 150 Fäden pro Quadratzentimeter und vier Fäden pro Masche sein sollen.
Das gewobene Khadi kommt aus zwei Handarbeitsbetrieben in den Distrikten Dharwad und Bagalkot des nördlichen Karnataka. Momentan gibt es nur einen zur Flaggenproduktion lizenzierten Betrieb, der sich in Hubballi befindet. Die Erlaubnis, in Indien eine Flaggenmanufaktur zu eröffnen, wird von der Khadi Development and Village Industries Commission (KVIC) vergeben. Jedoch hat das BIS die Möglichkeit, Lizenzen zu kündigen, wenn Betriebe gegen die Richtlinien verstoßen.
Wenn der Stoff gewoben ist, wird er an die BIS-Labore gesendet, um dort getestet zu werden. Besteht die Flagge die strengen Qualitätskontrollen, wird sie zur Fabrik zurückgeschickt. Sie wird dann gebleicht und in den richtigen Farben gefärbt. In der Mitte wird das Ashoka-Chakra mit dem Siebdruck-Verfahren aufgedruckt, mit einer Schablone aufgebracht oder passend gestickt. Dabei muss darauf geachtet werden, dass das Chakra auf beiden Seiten gut sichtbar und deckungsgleich ist. Das BIS überprüft noch einmal die Farben, bevor die Flagge verkauft werden darf.
Jedes Jahr werden 40 Millionen Flaggen in Indien verkauft. Die größte Flagge Indiens (6,3 m × 4,2 m) wird von der Regierung Maharashtras auf dem Mantralaya-Gebäude, dem Regierungsgebäude des Staates, gehisst.

## Ordnungsgemäße Verwendung der Flagge

### Respekt vor der Flagge
Erst seit 2002 dürfen auch Privatleute die Flagge Indiens verwenden. Indische Gesetze besagen, dass die Flagge jederzeit mit Würde, Loyalität und Respekt behandelt werden muss. Der „Flag Code of India – 2002“, der das Gesetz „The Emblems and Names (Prevention of Improper Use) Act, 1950“ ersetzte, befasst sich mit der Benutzung der Flagge. Die offiziellen Regeln schreiben vor, dass die Flagge niemals den Boden oder Wasser berühren, als Tischdecke benutzt, vor eine Plattform (Rednertribüne) drapiert werden oder eine Statue, einen Grundstein etc. bedecken darf. Bis 2005 durfte die Flagge auch nicht als Kleidungsstück, Uniform oder Kostüm verwendet werden. Am 5. Juli 2005 veränderte die indische Regierung das Gesetz und erlaubte den Gebrauch der Flagge als Kleidungsstück oder Uniform. Jedoch darf sie nicht unterhalb der Taille, auf Taschentüchern, Unterwäsche oder Kopfkissen benutzt werden.
Die Flagge darf nicht absichtlich verkehrt herum aufgehängt oder in etwas eingetaucht werden. Sie darf, im aufgerollten Zustand, nichts anderes enthalten als Blütenblätter, bevor sie entfaltet wird. Es sind keine Inschriften auf der Flagge erlaubt.

### Handhabung der Flagge
Es gibt viele traditionelle Regeln des Respekts, die beachtet werden sollten, wenn man mit der Flagge zu tun hat. Außerhalb von Gebäuden sollte die Flagge immer bei Sonnenaufgang gehisst werden und bei Sonnenuntergang eingeholt werden, dies unabhängig von den Wetterbedingungen. Die Flagge kann, sofern sie beleuchtet ist, auch bei Nacht auf öffentlichen Gebäuden wehen.
Die Flagge sollte nie kopfüber gehisst, gezeigt oder abgebildet werden. Die Tradition schreibt dazu auch vor, dass die Flagge bei vertikaler Drapierung nicht um mehr als 90 Grad gedreht werden sollte. Die Flagge sollte wie ein Buch von oben nach unten und von links nach rechts „gelesen“ werden können. Es ist außerdem beleidigend, die Flagge ausgefranst oder beschmutzt zu zeigen. Ebenso sollten der Flaggenmast und die zum Hissen und Einholen benutzten Leinen in einem guten Zustand sein.

### Korrekte Darstellung
Die Regeln, die sich mit den korrekten Methoden zur Darstellung der Flaggen befassen, schreiben vor, dass zwei Flaggen, die horizontal hinter einem Podium aufgestellt werden, mit ihren Halterungen zueinander, die safranfarbenen Streifen zuoberst gestellt werden. Wenn die Flagge auf einem kurzen Flaggenmast gezeigt wird, sollte dieser in einem Winkel zur Wand angebracht werden, damit die Flagge geschmackvoll drapiert werden kann. Wenn zwei Nationalflaggen mit gekreuzten Stäben aufgestellt werden, sollten die Halterungen zueinander zeigen und die Flaggen vollkommen ausgebreitet sein.

### Zusammen mit anderen Ländern
Wenn die Nationalflagge zusammen mit Nationalflaggen anderer Staaten gehisst wird, gibt es einige Regeln. Am wichtigsten ist, dass sie immer an der Ehrenposition weht, das heißt, sie muss die Flagge am weitesten rechts (links vom Betrachter) sein. Daneben kommen, alphabetisch sortiert nach den englischen Namen der Staaten, die anderen Flaggen. Alle Flaggen sollten etwa gleich groß sein, jedoch keine größer als die indische, und auf separaten Masten gehisst werden. Keine Nationalflagge sollte am selben Mast über einer anderen wehen.
Es ist sowohl zulässig, die Reihe mit einer indischen Flagge anzufangen und zu beenden, als auch, sie in die alphabetische Reihenfolge einzuordnen. Sollten die Flaggen in einem geschlossenen Kreis angeordnet sein, markiert die indische Flagge den Beginn des Kreises, die anderen Flaggen folgen im Uhrzeigersinn. Die indische Flagge muss immer zuerst gehisst und zuletzt eingeholt werden. Die Flagge der Vereinten Nationen kann sich sowohl links als auch rechts von der indischen Flagge befinden. Üblicherweise befindet sie sich ganz rechts (vom Zuschauer aus ganz links).

### Mit nicht-nationalen Flaggen
Wenn die indische Flagge zusammen mit Firmenflaggen oder Werbebannern gezeigt wird und auf einem eigenen Stab steht, sollte sie entweder in der Mitte oder vom Betrachter am weitesten links oder zumindest eine Flaggenbreite höher als die anderen Flaggen platziert werden. Der Flaggenmast der indischen Flagge muss vor den anderen Masten stehen; sollten alle Flaggen an einem Mast wehen, ist die indische die oberste.

### Verwendung in Innenräumen
Wenn die Flagge bei Versammlungen aller Art in Innenräumen gezeigt wird, muss sie sich immer in der rechten Position befinden. Sie steht also zur rechten Hand eines Rednerpultes (vom Publikum aus gesehen links). Wird sie an anderer Stelle in der Halle gezeigt, steht sie rechts zum Publikum.
Die Flagge sollte vollkommen ausgebreitet gezeigt werden, der safranfarbene Streifen zuoberst. Wenn sie vertikal an der Wand hinter dem Podium befestigt wird, sollte sich der safranfarbene Streifen links vom der Flagge zugewandten Publikum befinden. 

### Paraden und Zeremonien
Die Flagge sollte bei Prozessionen oder Paraden rechts (in Bewegungsrichtung) getragen werden oder einzeln mittig und an der Spitze der Prozession. Die Flagge darf eine wichtige Rolle bei der Enthüllung von Statuen, Monumenten oder Plaketten spielen, jedoch niemals dazu dienen, diese zu bedecken. Aus Respekt vor der Flagge sollte sie niemals vor einer Person oder einem Objekt gesenkt werden. Flaggen von Regimentern, Organisationen oder Institutionen können aber als Ehrbezeugung gesenkt werden. 
Während der Zeremonie des Hissens oder Einholens der Flagge oder wenn die Flagge in einer Parade getragen wird, sollten alle Personen zur Flagge schauen und sich in Hab-Acht-Stellung befinden, während die Flagge vorbei getragen wird. Anwesende Uniformträger sollten salutieren. Würdenträger dürfen auch ohne Kopfbedeckung salutieren. Nach dem Salut für die Flagge sollte die indische Nationalhymne gespielt werden.

### Darstellung auf Fahrzeugen
Das Privileg, die Flagge auf einem Fahrzeug zu zeigen, ist einem ausgewählten Personenkreis vorbehalten, nämlich dem Präsidenten Indiens, dem Vizepräsidenten und dem Premierminister, Gouverneuren, stellvertretenden Gouverneuren und Ministerpräsidenten indischer Staaten, Kabinett-Ministern und Junior-Kabinett-Ministern des indischen Parlaments oder der Parlamente der indischen Staaten, den Sprechern der Lok Sabha (Unterhaus des indischen Parlaments) und der Staatsparlamente, Vorsitzenden der Rajya Sabha (Oberhaus des indischen Parlaments) und der Legislativräte (Parlamentsoberhäuser einiger indischer Staaten), Richtern des Supreme Courts und der High Courts sowie hochrangigen Offizieren des indischen Heeres, der Marine oder der Luftwaffe.
Sie können die Flagge an ihrem Fahrzeug anbringen, wenn sie es für nötig oder angebracht halten. Die Flagge sollte dabei auf einem Stab mittig vorn auf der Motorhaube oder ganz rechts befestigt sein. Wenn ein ausländischer Würdenträger mit einem Auto reist, das von der indischen Regierung bereitgestellt wurde, befindet sich die indische Flagge auf der rechten Seite des Autos und die ausländische Flagge auf der linken Seite.
Die Flagge sollte auf einem Flugzeug zusammen mit der Flagge des Besuchslands wehen, wenn der Präsident, der Vizepräsident oder der Premierminister damit zu einem Besuch in ein ausländisches Land reist. Neben der indischen Flagge wird auch die Flagge des besuchten Landes gezeigt, jedoch wird bei Zwischenlandungen in anderen Ländern als Zeichen des guten Willens und der Höflichkeit stattdessen die Flagge des jeweiligen Landes gezeigt.
Wenn der Präsident eine Reise innerhalb Indiens unternimmt, wird die Flagge auf der Seite des Flugzeugs gezeigt, an der er ein- oder aussteigt. Auch wenn der Präsident mit einem Sonderzug reist, wird die Flagge auf der Seite der Fahrerkabine angebracht, die dem Abfahrtsbahnsteig zugewandt ist. Die Flagge weht jedoch nur, wenn der Sonderzug steht oder in seinen Zielbahnhof einfährt.

### Halbmast
Die Flagge weht als Zeichen der Trauer nur dann auf halbmast, wenn der Präsident die Anweisung dazu gibt. Er bestimmt auch die Dauer der Trauer. Zuerst wird die Flagge ganz gehisst und dann langsam auf halbmast gesenkt. Soll sie abends wieder eingeholt werden, wird sie bis ganz oben gezogen, dann komplett gesenkt. Nur die indische Flagge weht auf halbmast, alle anderen Flaggen wehen in normaler Höhe.
Die Flagge weht in ganz Indien auf halbmast im Falle des Todes des Präsidenten, des Vizepräsidenten oder des Premierministers. Für den Sprecher der Lok Sabha, einen Staatsminister oder den Vorsitzenden Richter des Obersten Gerichtshofes wird sie in Delhi, für einen Minister des Unionskabinetts in Delhi und den Staatshauptstädten auf halbmast gehisst. Beim Tode eines Gouverneurs, Stellvertretenden Gouverneurs oder Regierungschefs eines Bundesstaates oder Unionsterritoriums weht die Flagge im betroffenen Staat auf halbmast.
Falls die Nachricht vom Tode eines der oben genannten Würdenträger erst am Nachmittag ankommt, sollte die Flagge erst am nächsten Tag auf halbmast gesenkt werden, sofern das Begräbnis nicht bereits vor Sonnenaufgang an diesem Tag stattgefunden hat. Am Tag des Begräbnisses wehen die Flaggen am Ort des Begräbnisses auf halbmast.
Fällt ein Halbmasttag mit dem Tag der Republik, dem Unabhängigkeitstag, Mahatma Gandhis Geburtstag, der Nationalwoche (6. bis 13. April) oder einem anderen Tag nationalen Jubels, wie beispielsweise dem Gründungsjubiläum eines indischen Staates, zusammen, ist es verboten, die Flagge auf halbmast zu senken, außer auf dem Gebäude, in dem der Leichnam liegt, bis er entfernt wurde. Die Flagge ist dann wieder nach oben zu ziehen.
Staatstrauer beim Tod eines ausländischen Würdenträgers wird vom indischen Innenministerium in speziellen Fällen bekannt gegeben. Im Falle des Todes des Staatsoberhaupts oder Regierungschefs eines fremden Staates kann die indische Botschaft in diesem Land die indische Nationalflagge auf halbmast senken, auch dann, wenn der Todestag auf einen indischen Nationalfeiertag fällt. Beim Tod anderer Würdenträger dieses Landes soll die indische Flagge nicht auf halbmast gesenkt werden, außer wenn das diplomatische Protokoll oder die Gebräuche des jeweiligen Landes dies verlangen.
Bei einem Staatsbegräbnis oder militärischen Begräbnis soll die Flagge mit dem safranfarbenen Streifen zum Kopf des Toten auf den Sarg oder die Totenbahre gelegt werden. Die Flagge darf jedoch nicht ins Grab gesenkt oder mit dem Toten verbrannt werden.

### Vernichtung
Wenn die Flagge in einem unbrauchbaren Zustand ist, sollte sie auf einem ehrbaren Weg vernichtet werden, am besten durch Verbrennung.